# Fundació Antigues Caixes Catalanes
La Fundació Antigues Caixes Catalanes es una fundación surgida en 2013 como heredera de la Caixa d'Estalvis Unió de Caixes de Manlleu, Sabadell i Terrassa, una caja de ahorros conocida comercialmente como Unnim Caixa, que a su vez surgió de la fusión de tres cajas de ahorros catalanas (Caixa Manlleu, Caixa Sabadell y Caixa Terrassa).
El 23 de mayo de 2013, se produjo la transformación de Unnim Caixa en la fundación especial Fundació Antigues Caixes Catalanes (Fundació Especial Antigues Caixes Catalanes de Manlleu, Sabadell i Terrassa).
Cuando era una caja de ahorros, utilizaba la marca Unnim de manera institucional así como las marcas UnnimCaixa, UnnimCaixaSabadell, UnnimCaixaManresa y UnnimCaixaTerrassa en sus oficinas (las tres últimas en sus respectivos territorios históricos). Sin embargo, tras la compra del negocio financiero (Unnim Banc) por parte del BBVA, comenzó a utilizar exclusivamente la marca Unnim Caixa para diferenciarse de Unnim Banc, entidad bancaria que pasó a utilizar la marca Unnim hasta su absorción definitiva por BBVA en mayo de 2013.

## Historia
El proceso de fusión se inició en junio del año 2009, cuando con la creación del FROB se hicieron contundentes los rumores de posibles fusiones entre algunas cajas catalanas. Caixa Terrassa, Caixa Sabadell y Caixa Manlleu iniciaron un proceso de fusión, al que Caixa Girona se sumó posteriormente, en vez de unirse a Caixa Catalunya y Caixa Tarragona, como se había rumoreado. Finalmente, el 9 de marzo de 2010 el consejo de administración de Caixa Girona decidió desvincularse del proceso de fusión para evitar la pérdida de identidad y potencia económica. 
El 17 de mayo de 2010, las Asambleas Generales de las cajas de Manlleu, Sabadell y Terrassa aprobaron, por unanimidad, la fusión de las tres entidades.
El 1 de julio de 2010, se produjo la puesta en marcha de Unnim.
El 28 de julio de 2010, la entidad recibió 380 millones de euros del FROB, en forma de participaciones preferentes.
El 14 de julio de 2011, Unnim Caixa constituyó Unnim Banc, como instrumento para captar capital, y que inició sus actividades el 1 de octubre de 2011 después de la segregación de todo el negocio bancario procedente de la caja de ahorros, que mantuvo la gestión de la obra social y su correspondiente patrimonio.
El 30 de septiembre de 2011, Bruselas autorizó la nacionalización de Unnim Banc junto con Catalunya Banc y NCG Banco. En concreto, Unnim Banc recibió 568 millones en forma de capital por parte del FROB. Además, los 380 millones de euros de participaciones preferentes se convertirían en acciones.
En marzo de 2012, el Fondo de Garantía de Depósitos (FGD) se hizo cargo de la inversión accionarial en Unnim Banc, compensando los 948 millones invertidos previamente por el FROB. Inyectó 953 millones de euros en Unnim Banc, el cual fue adjudicado al BBVA.
El 27 de julio de 2012, el BBVA completó la compra del 100% de Unnim Banc tras haber obtenido las autorizaciones pertinentes de las autoridades comunitarias.
El 25 de octubre de 2012, Unnim Banc y Unnim Caixa suscribieron un acuerdo de colaboración para realizar de forma conjunta actividades de acción social que permitirán dar continuidad a las actividades más emblemáticas que venía realizando la obra social de Unnim Caixa.

### Transformación en fundación
El 27 de diciembre de 2012, la Generalidad de Cataluña decretó la suspensión cautelar de los órganos de gobierno de Unnim Caixa y nombró una comisión gestora para tutelar la transformación de la caja de ahorros en una fundación de régimen especial. Ello se debió a que Unnim Caixa había incurrido en causa de disolución ya que la entidad ya hacía más de cinco meses que había perdido el control del banco (Unnim Banc) al que traspasó su actividad financiera. Cuando esto ocurre, la caja debe transformarse automáticamente en una fundación de régimen especial.
El 3 de enero de 2013, se da de baja en el registro de entidades del Banco de España debido a la transformación en fundación de carácter especial.
El 23 de mayo de 2013, Unnim Caixa culminó el proceso de transformación en la fundación especial Fundació Antigues Caixes Catalanes (Fundació Especial Antigues Caixes Catalanes de Manlleu, Sabadell i Terrassa). Se crearon a a vez tres fundaciones territoriales: la Fundació Especial Antiga Caixa Manlleu, la Fundació Especial Antiga Caixa Sabadell 1859 y la Fundació Especial Antiga Caixa Terrassa.